# Escudeiros
Escudeiros ist ein Ort und eine ehemalige Gemeinde (Freguesia) im Norden Portugals.

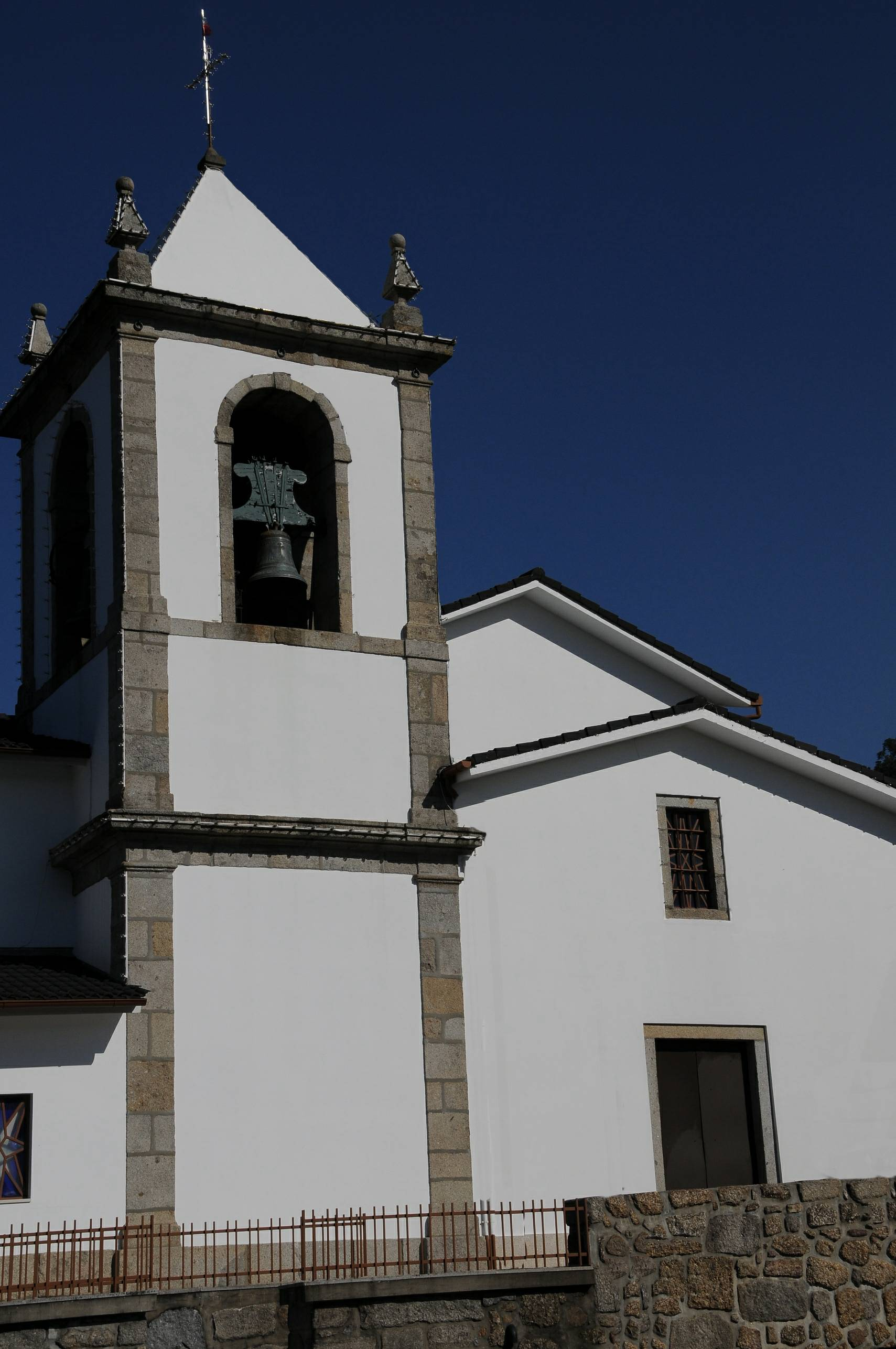
Kirche von Escudeiros

Escudeiros gehört zum Kreis Braga im gleichnamigen Distrikt Braga. Die Gemeinde hatte eine Fläche von 4,2 km² und 1115 Einwohner (Stand 30. Juni 2011). Der Ort ist nur gering urbanisiert.
Am 29. September 2013 wurden die Gemeinden Escudeiros, Penso (Santo Estêvão) und Penso (São Vicente) zur neuen Gemeinde União das Freguesias de Escudeiros e Penso (Santo Estêvão e São Vicente) zusammengeschlossen. Escudeiros ist Sitz dieser neu gebildeten Gemeinde.